# George Gervin
George Gervin (Detroit, Míchigan; 27 de abril de 1952) es un exjugador de baloncesto estadounidense que jugó 10 temporadas en la NBA, 4 en la ABA y dos más en ligas europeas. Con 2,01 metros de altura, jugaba en la posición de escolta. Es hermano del también exjugador profesional Derrick Gervin.

## Carrera

### Universidad
Comenzó su carrera universitaria en Long Beach, pero tras un incidente, continuó en la universidad de Míchigan Oriental. En esos dos últimos años, promedió 26,8 puntos y 14,4 rebotes.

### Profesional
Fue elegido en el draft de 1974 en la cuarta elección de la tercera ronda por Phoenix Suns, franquicia en la que nunca llegó a jugar. De hecho, su carrera profesional comenzó dos años antes, en la desaparecida liga ABA, en Virginia Squires, de donde pasó al año siguiente a San Antonio Spurs, equipo que todavía competía en la liga del balón tricolor. Con ellos dio el salto a la NBA, y en su segunda temporada en dicha liga, consiguió uno de los hitos más llamativos de esta competición: anotó 63 puntos en el último partido de la liga regular para así sobrepasar a David Thompson como máximo anotador de la temporada por tan solo 6 centésimas de punto (27,21 puntos por partido por los 27,15 de Thompson). Fue la primera de tres temporadas consecutivas logrando ser el máximo anotador de la liga. Posteriormente lo lograría una cuarta vez, en 1982. Solo Wilt Chamberlain y Michael Jordan han ganado más títulos de mejor anotador que los cuatro de Gervin.
En 9 temporadas con los Spurs, consiguió 5 títulos de campeón de la División Medio Oeste (Midwest Division). Además, promedió unos fantásticos 27 puntos por partido en los Play-offs. Acabó su carrera con 33 años en los Chicago Bulls. Conservaba un récord de la NBA, el de máximo anotador en un único cuarto de partido, con 33 puntos, logrado en la temporada 1977-78 de la NBA, hasta que fue superado por Klay Thompson, quien marcó 37 en el tercer período contra los Sacramento Kings en Oakland, en la temporada 2014-15 de la NBA.
Finalmente acabó su carrera profesional en la liga española de baloncesto, jugando en el TDK Manresa, con 38 años, promediando 25 puntos por partido y siendo clave para que el equipo se mantuviese en la ACB.

## Estadísticas de su carrera deportiva

### ABA/NBA
|  | Líder de la liga |

#### Temporada regular
| Temporada | Equipo            | PJ    | PT  | MPP  | %TC  | %3P  | %TL  | RPP | APP | ROB | TPP | PPP  |
| --------- | ----------------- | ----- | --- | ---- | ---- | ---- | ---- | --- | --- | --- | --- | ---- |
| 1972-73   | Virginia (ABA)    | 30    | —   | 23.0 | .472 | .231 | .814 | 4.3 | 1.1 | —   | —   | 14.1 |
| 1973-74   | Virginia (ABA)    | 49    | —   | 35.3 | .472 | .160 | .799 | 8.5 | 2.0 | 1.5 | 1.8 | 25.4 |
| 1973-74   | San Antonio (ABA) | 25    | —   | 31.3 | .468 | .000 | .853 | 8.2 | 1.8 | 1.0 | 1.4 | 19.4 |
| 1974-75   | San Antonio (ABA) | 84    | —   | 37.1 | .474 | .309 | .830 | 8.3 | 2.5 | 1.6 | 1.6 | 23.4 |
| 1975-76   | San Antonio (ABA) | 81    | —   | 33.9 | .499 | .255 | .857 | 6.7 | 2.5 | 1.4 | 1.5 | 21.8 |
| 1976-77   | San Antonio       | 82    | —   | 33.0 | .544 | —    | .833 | 5.5 | 2.9 | 1.3 | 1.3 | 23.1 |
| 1977-78   | San Antonio       | 82    | —   | 34.8 | .536 | —    | .830 | 5.1 | 3.7 | 1.7 | 1.3 | 27.2 |
| 1978-79   | San Antonio       | 80    | —   | 36.1 | .541 | —    | .826 | 5.0 | 2.7 | 1.7 | 1.1 | 29.6 |
| 1979-80   | San Antonio       | 78    | —   | 37.6 | .528 | .314 | .852 | 5.2 | 2.6 | 1.4 | 1.0 | 33.1 |
| 1980-81   | San Antonio       | 82    | —   | 33.7 | .492 | .257 | .826 | 5.1 | 3.2 | 1.1 | 0.7 | 27.1 |
| 1981-82   | San Antonio       | 79    | 79  | 35.7 | .500 | .278 | .864 | 5.0 | 2.4 | 1.0 | 0.6 | 32.3 |
| 1982-83   | San Antonio       | 78    | 78  | 36.3 | .487 | .364 | .853 | 4.6 | 3.4 | 1.1 | 0.9 | 26.2 |
| 1983-84   | San Antonio       | 76    | 76  | 34.0 | .490 | .417 | .842 | 4.1 | 2.9 | 1.0 | 0.6 | 25.9 |
| 1984-85   | San Antonio       | 72    | 69  | 29.0 | .508 | .000 | .844 | 3.3 | 2.5 | 0.9 | 0.7 | 21.2 |
| 1985-86   | Chicago           | 82    | 75  | 25.2 | .472 | .211 | .879 | 2.6 | 1.8 | 0.6 | 0.3 | 16.2 |
| Total NBA | Total NBA         | 791   | 377 | 33.5 | .511 | .297 | .844 | 4.6 | 2.8 | 1.2 | 0.8 | 26.2 |
| Total ABA | Total ABA         | 269   | —   | 33.7 | .480 | .234 | .831 | 7.4 | 2.2 | 1.4 | 1.6 | 21.9 |
| Total     | Total             | 1,060 | 377 | 33.6 | .504 | .271 | .841 | 5.3 | 2.6 | 1.2 | 1.0 | 25.1 |

#### Playoffs
| Año   | Equipo            | PJ | PT | MPP  | %TC  | %3P   | %TL  | RPP  | APP | ROB | TPP | PPP  |
| ----- | ----------------- | -- | -- | ---- | ---- | ----- | ---- | ---- | --- | --- | --- | ---- |
| 1973  | Virginia (ABA)    | 5  | —  | 40.0 | .442 | .200  | .706 | 7.6  | 1.6 | —   | —   | 18.6 |
| 1974  | San Antonio (ABA) | 7  | —  | 32.3 | .496 | 1.000 | .935 | 7.4  | 2.7 | 0.7 | 1.1 | 20.6 |
| 1975  | San Antonio (ABA) | 6  | —  | 46.0 | .462 | .250  | .827 | 14.0 | 1.3 | 1.0 | 1.3 | 34.0 |
| 1976  | San Antonio (ABA) | 7  | —  | 41.1 | .499 | .000  | .812 | 9.1  | 2.7 | 0.6 | 2.0 | 27.1 |
| 1977  | San Antonio       | 2  | —  | 31.0 | .432 | —     | .800 | 5.5  | 1.5 | 0.5 | 1.0 | 25.0 |
| 1978  | San Antonio       | 6  | —  | 37.8 | .549 | —     | .768 | 5.7  | 3.2 | 1.0 | 2.7 | 33.2 |
| 1979  | San Antonio       | 14 | —  | 36.6 | .536 | —     | .808 | 5.9  | 2.5 | 1.9 | 1.0 | 28.6 |
| 1980  | San Antonio       | 3  | —  | 40.7 | .500 | .000  | .867 | 6.7  | 4.0 | 1.7 | 1.0 | 33.3 |
| 1981  | San Antonio       | 7  | —  | 39.1 | .500 | .000  | .800 | 5.0  | 3.4 | 0.7 | 0.7 | 27.1 |
| 1982  | San Antonio       | 9  | —  | 41.4 | .452 | .000  | .831 | 7.3  | 4.6 | 1.1 | 0.4 | 29.4 |
| 1983  | San Antonio       | 11 | —  | 39.7 | .487 | .000  | .884 | 6.7  | 3.4 | 1.1 | 0.4 | 25.2 |
| 1985  | San Antonio       | 5  | 5  | 36.6 | .532 | .000  | .794 | 3.6  | 2.8 | 0.6 | 0.6 | 22.2 |
| 1986  | Chicago           | 2  | 0  | 5.5  | .000 | —     | —    | 0.5  | 0.5 | 0.0 | 0.0 | 0.0  |
| Total | Total             | 84 | 5  | 38.0 | .501 | .147  | .820 | 6.9  | 2.9 | 1.1 | 1.0 | 26.5 |

### Liga ACB

#### Temporada regular
| Temporada | Equipo  | PJ | MPP  | %T2  | %3P  | %TL  | RPP | ROP | APP | ROB | TPP | PPP  |
| --------- | ------- | -- | ---- | ---- | ---- | ---- | --- | --- | --- | --- | --- | ---- |
| 1989-90   | Manresa | 17 | 33.5 | 55.4 | 31.1 | 78.5 | 5.0 | 1.6 | 2.0 | 0.9 | 0.7 | 25.5 |

[actualizar]

#### Playoffs por la permanencia
| Año  | Equipo  | PJ | MPP  | %T2  | %3P  | %TL  | RPP | ROP | APP | ROB | TPP | PPP  |
| ---- | ------- | -- | ---- | ---- | ---- | ---- | --- | --- | --- | --- | --- | ---- |
| 1990 | Manresa | 7  | 39.6 | 53.3 | 45.7 | 79.2 | 8.9 | 2.4 | 2.6 | 2.7 | 0.4 | 33.9 |

## Logros y reconocimientos
- 4 veces máximo anotador de la NBA.
- 12 veces consecutivas All Star (3 de ellas en la ABA).
- MVP del All Star de 1980.
- Elegido en 5 ocasiones en el mejor quinteto de la NBA.
- Su camiseta con el número 44 fue retirada por los Spurs como homenaje.
- Miembro del Basketball Hall of Fame desde 1996.
- Elegido uno de los 50 mejores jugadores de la historia de la NBA en 1996.
- Se encuentra entre los 50 máximos anotadores de todos los tiempos de la NBA con un total de 20.708 puntos en su carrera.
- El 23 de agosto de 1997, en la celebración de la ABA's 30 Year Reunion, fue nombrado All-Time All-ABA Team junto con Maurice Lucas, Julius Erving, Dan Issel, Rick Barry y Connie Hawkins.[3]
- Elegido en el Equipo del 75 aniversario de la NBA en 2021.